# Lucika (Mîroliubivka), Ternopil
Lucika (în ucraineană Лучка) este un sat în comuna Mîroliubivka din raionul Ternopil, regiunea Ternopil, Ucraina.

## Demografie
Componența lingvistică a localității Lucika
     Ucraineană (99,75%)
     Alte limbi (0,25%)
Conform recensământului din 2001, majoritatea populației localității Lucika era vorbitoare de ucraineană (99,75%), existând în minoritate și vorbitori de alte limbi.